# Port Authority Trans-Hudson
Port Authority Trans-Hudson або PATH (англ. Port Authority Trans-Hudson) — швидкісна підземна залізниця метрополітенівського типу, що сполучає Мангеттен (центр Нью-Йорку) з містами Гобокен, Джерсі-Сіті, Гаррісон і Ньюарк у штаті Нью-Джерсі.

## Загальні відомості
PATH управляється портовою адміністрацією штатів Нью-Йорк і Нью-Джерсі. На деяких станціях PATH є пересадки на станції Нью-Йоркського метрополітену, легкого метро в Ньюарку, швидкісного трамваю Гудзон — Берген.
Загальна довжина ліній PATH 22,2 км. Мережа має  13 станцій, з яких 6 знаходяться в Мангеттені, а решта в різних містах штату Нью-Джерсі: 4 в Джерсі-Сіті та по одній у містах Гобокен, Гаррісон і Ньюарк.
У Мангеттені, Гобокені і більшій частині Джерсі-Сіті лінії проходять під землею. Тунелі перетинають річище Гудзону тунелями, що складаються з чавунних тюбінгів і побудованих на початку XX століття. Лінія від Джорнал-сквер у Джерсі-Сіті до Ньюарку проходить у відкритих виїмках, на рівні поверхні землі і по естакадах.
За результатами 2012 року, PATH перевозить 262 900 пасажирів на добу.
Попри те що 65 відсотків колій проходять під землею і зовні система є своєрідним метрополітеном, Федеральна адміністрація залізниць США вважає цю систему залізницею. Цьому система зобов'язана тим, що її наземна дистанція лінії, на захід від Джерсі-Сіті до Ньюарка, донедавна мала гейт із залізничними коліями компанії Амтрак.

## Станції і маршрути

Карта маршрутів PATH в денний час

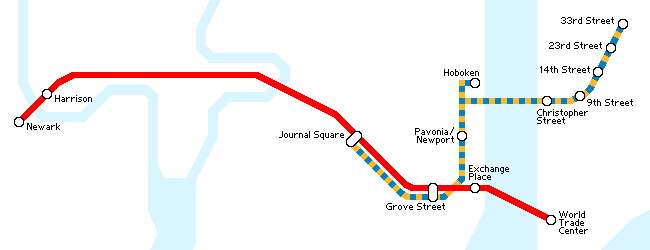
Карта маршрутів PATH в нічний час і у свята/вихідні

Від станції Ньюпорт відгалужуються 4 гілки по 4 напрямках. PATH одна з небагатьох транспортних систем у світі, що працюють 24 години на добу. Під час звичайних робочих годин працюють 4 пасажирських маршрути, використовуючи 3 кінцевих у Нью-Джерсі і 2 на Мангеттені. Кожен маршрут на карті позначений певним кольором. Маршрут, відзначений на карті 2-кольоровим пунктиром, працює тільки по вихідних і в неробочий і є комбінацією з маршрутів Гобокен — 33-тя вулиця і Джорнал-сквер — 33-тя вулиця. У робочі години трафік:
- червоним: Ньюарк — 1 Всесвітній торговий центр
- зеленим: Гобокен — 1 Всесвітній торговий центр
- жовтим: Джорнал-сквер — 33-тя вулиця
- синім: Гобокен — 33-тя вулиця

З 23:00 до 06:00 по буднях, а також цілодобово по вихідних і святах, працюють 2 маршрути: 
- червоним: Ньюарк — Всесвітній торговий центр
- жовтим та синім: Джорнал-сквер — 33-тя вулиця (через Гобокен)

До 9 квітня 2006 маршрути Гобокен — Всесвітній торговий центр і Джорнал-сквер — 33-тя вулиця працювали по вихідних і святах з 09:00 до 19:30. Це було пов'язано з ремонтними роботами на постійній кінцевій станції Всесвітній торговий центр.

## Перспективи розвитку
У лютому 2014 Портове управління затвердило план на найближчі 10 років, частина якого присвячена розвитку системи PATH. В цей план входять: 
- Продовження лінії за станцію Ньюарк до аеропорту Ньюарк (точніше, до станції Міжнародний аеропорт Ньюарк Ліберті мережі Нью-Джерсі Транзит, звідки до аеропорту йде монорейка AirTrain Newark.
- Будівництво нової станції Гаррісон замість нині існуючої. Станція буде обладнана ліфтами для пасажирів з обмеженими можливостями.
- Реконструкція станції Гров-стріт. На цій станції теж будуть встановлені ліфти[1].

## Рухомий склад
У мережі PATH працює 350 вагонів. Існує 5 моделей: PA1, PA2, PA3, PA4 і PA5. З 2011 року використовуються тільки вагони типу PA5.

### Характеристики і параметри рухомого складу
- Довжина вагонів — 51 фут (15,5 м).
- Ширина приблизно 9'-2 3/4 "(2,8 м).
- Максимальна швидкість 70 миль/год (112 км/год), середня швидкість 55 миль/год (90 км/год).
- Кожен вагон має 35 сидячих місць. Місця розташовані уздовж кожної зі стінок.

## Цікаві факти
- Вагони типу PA1 були побудовані St. Louis Car у 1965 р.
- Вагони типу PA2 були побудовані в 1966 р. компанією St. Louis Car.
- Вагони типу PA3 були побудовані в 1972 р. компанією Hawker Siddeley. Ця ж компанія будувала метровагони для Бостона. Тому вони досить схожі.
- Вагони типу PA4 були побудовані в 1986—1988 рр. компанією Kawasaki Heavy Industries.
- Вагони типу PA5 побудовані у 2008—2012 рр. компанією Kawasaki Heavy Industries і повністю замінили собою попередні модифікації.

## Історія
- Тунелі були спроєктовані в 1874 р., але у той час не існувало технологій, що дозволяють реалізувати цей проєкт.
- Будівництво почалося в 1890, але було призупинено через брак коштів. У 1900 будівництво відновилося під керівництвом Вільяма Гіббса Макаді, амбітного молодого адвоката, який переїхав у Нью-Йорк зі штату Теннессі.
- Спочатку ця мережа була приватною компанією Hudson and Manhattan Railway.
- 25 лютого 1908 була відкрита лінія 19-а вулиця — Гобокен.
- Станція 19-та вулиця закрита у 1954 році.
- 10 листопада 1910 р. лінія була продовжена на Мангеттені на північ до 33-ї вулиці, з зупинками на 23-й і 28-й. Станція 28-ма вулиця закрита в 1937 році.
- У 1909—1912 роки побудовано відгалуження до Джорнал-сквер (Джерсі-Сіті).
- 19 липня 1909 р. відкрилася станція Ексчейндж-Плейс на південь від Гобокен, прокладений тунель під Гудзоном від станції Ексчейндж-Плейс до Гудзон-Термінал у Манхеттені. Зараз там знаходиться Граунд-Зіро, то місце, де раніше знаходився Всесвітній торговий центр.
- 2 серпня 1909 р. відкрилася станція Павоні/Ньюпорт між Ексчейндж-Плейс і Гобокені.
- 6 вересня 1910 р. відкрилася станція Гров-стріт, на захід від Ексчейндж-Плейс.
- У 1911 році лінія була прокладена на захід фактично до межі міста Ньюарка, правда станції Гаррісон і Ньюарк там побудували значно пізніше.
- 14 квітня 1912 р. відкрилася кінцева станція Джорнал-сквер. Це перша наземна станція в системі PATH.
- 20 червня 1937 р. відкриті станції Гаррісон і Ньюарк. Колії продовжені на захід від Джорнал-сквер до залізничного вокзалу Ньюарк.
- У 1971 році, у зв'язку з будівництвом Всесвітнього торгового центру, знесено будівлю вокзалу Гудзон-Термінал. При цьому колійний розвиток станції залишився без змін, а станція перейменована у Всесвітній торговий центр.

## Важкі часи, зміна керівництва і перейменування
- Паралельно тунелю системи PATH, тунель Голланда для автомобілів відкрився в 1927 р., даючи змогу добратися по тому ж маршруту на автомобілі. За цим настала Велика депресія, і пасажиропотік на лініях Hudson and Manhattan Railway почав падати. У 1954 транспортна мережа перейшла на дотації. Але у 1958 до 50-річчя мережі був оголошений тендер на нові вагони компанії St. Louis Car. Один із керівників компанії Герман Стічман зауважив, що Портова адміністрація Нью-Йорка і Нью-Джерсі може витіснити поїзда автомобільними тунелями й дорогами.
- До 1962-го транспортна мережа Hudson and Manhattan Railway опинилася на межі банкрутства, і Портова адміністрація Нью-Йорка і Нью-Джерсі запропонувала взяти залізницю що збанкрутіла під своє управління. При цьому Портова адміністрація перекупила територію кінцевої станції Гудзон-Термінал для того, щоб побудувати там Всесвітній торговий центр. Гудзон-Термінал був кінцевою підземною станцією.

Після того як уряду штату Нью-Джерсі та Нью-Йорка дозволили цей «перехід», портова адміністрація відкрила своє нове агентство Port Authority Trans-Hudson Corporation. Відтоді ця транспортна мережа має назву Port Authority Trans-Hudson. 250 мільйонів доларів пішло на ремонт силових і сигнальних вузлів і реконструкцію мережі транспорту.

## Будівництво тунелів
Перші тунелі були побудовані без кріплення склепінь (особливо найпівнічніший, на лінії 33-тя стріт — Гобокен). Це пов'язано з тим, що інженер Д'юїтт Хаскинс вважав, ніби ґрунт під річкою досить твердий, щоб витримати несуче навантаження тунелів. Використання цього методу призвело до кількох аварій, внаслідок яких загинуло 20 осіб.
У 1902 році будівництво тунелів було відновлено методом заглибних конструкцій.
В обох місцях розташування тунелів, кожна колія має свій тунель. Це зроблено для кращої вентиляції за принципом поршневого ефекту. Рухомий потяг підштовхує повітря перед ним — до найближчої шахти по ходу руху; одночасно відбувається всмоктування повітря з найближчої до хвоста поїзда шахти. Тунелі на Мангеттені, що ведуть від 9-ї до 33-ї стріт, були побудовані відкритим способом.

## Маршрутні вогні
Маршрут поїзда можна визначити не тільки за вказівниками, а ще й за маршрутними вогнів, які розташовані на голові, хвості складу, а також над дверима. Світяться вони тим же кольором, що і позначені на карті. Наприклад, зелений вогонь — значить маршрут «ВТЦ — Гобокен».

## Плата за проїзд
Як у багатьох системах метро, вхід в PATH проводиться через турнікети. Як і в метро Нью-Йорка, турнікети приймають переважно магнітні метро-картки. Деякі турнікети приймають готівку і монети. За даними 2013 плата за проїзд у системі PATH наступна:

### Одна поїздка, 2,50 $
- Готівкою.
- Метрокартами Нью-Йоркського метрополітену (за кількістю поїздок, не "тимчасовими»).
- Квиток на одну поїздку (англ. PATH SingleRide), який можна купити у всіх касах-автоматах по всій системі, дійсний 2 години з моменту покупки.

### Квиток туди й назад, 5,00 $
- Метрокартами Нью-Йоркського метрополітену (за кількістю поїздок, не «тимчасовими»).

Квиток на кілька поїздок, без обмежень у часі (англ. PATH QuickCard): 
- На 10 поїздок — 19,00 $.
- На 20 поїздок — 38,00 $.
- На 40 поїздок — 76,00 $.

Пасажири старше 65 років платять 1,00 $ за допомогою спеціальних магнітних карток (які їм надсилають поштою) для використання в турнікетах. Така ж система пільг для пенсіонерів і в метрополітені Нью-Йорка.
PATH QuickCard можна купити в Інтернеті, у касах-автоматах Нью-Джерсі транзит, а також у деяких магазинах біля станцій PATH.

## Ресурси Інтернету
- PATH official site [Архівовано 22 червня 2012 у Wayback Machine.]
- PATH printable map [Архівовано 29 листопада 2014 у Wayback Machine.]
- PATH train schedule and departure information
- NYCSubway.org PATH/Hudson & Manhattan site [Архівовано 23 жовтня 2014 у Wayback Machine.]
- Hudson Terminal [Архівовано 11 червня 2012 у Wayback Machine.]
- H&M Powerhouse [Архівовано 20 листопада 2008 у Wayback Machine.]
- Illustration of Incidents in Tunnel Construction — H.&M. R.R. CO. [Архівовано 9 грудня 2004 у Wayback Machine.]
- hudsoncity.net — Tube Stations [Архівовано 21 вересня 2016 у Wayback Machine.]
- PATH Profile — Railfanning.org [Архівовано 29 листопада 2014 у Wayback Machine.]
- NY1 Story April 11, 2007
- PATH SmartLink [Архівовано 17 серпня 2012 у Wayback Machine.]